# アオイ電子
アオイ電子株式会社（アオイでんし）は、香川県高松市に本社を置く電子部品メーカーである。
もともとは香川県観音寺市で起業しようとしたが高松に移した。

## 沿革
- 1962年 - 自動車の修理等を事業とする和光工業株式会社設立。
- 1969年 - 電子部品製造に事業転換、アオイ電子株式会社に商号変更。株式会社東洋電具製作所（現・ローム）と資本提携。高松工場開設
- 1970年 - リード付ダイオード製造を高松工場で始める。
- 1971年 - 本格的にロームのダイオード製造を始める。
- 1972年 - IC製造の一部をIC製造部として設立。(組み立てのみ）
- 1973年 - 観音寺工場開設
- 1974年 - 観音寺工場で本格的に抵抗器製造を始める
- 1976年 - サーマルプリントヘッド（TPH）を観音寺工場で生産開始。
- 1977年 - アオイ独自のTPH確立
- 1985年 - 株式額面変更のため、休眠会社を存続会社とし合併。
- 1988年 - ロームとの資本提携を解消。
- 2000年 - 東京証券取引所2部上場。
- 2005年 - TPHのロームとの差別化完了　特許料支払いにて和解
- 2013年 - ルネサス エレクトロニクスの孫会社である株式会社ルネサスハイコンポーネンツの全株式を取得[1]し、商号をハイコンポーネンツ青森株式会社に変更。
- 2016年 - テラプローブから青梅エレクトロニクスの全株式を取得。
- 2025年 - シャープ三重事業所第二工場と一部土地の売買契約を締結したと発表。同所第一工場も既に取得している[2]。

## 所在地
- 本社・高松工場 - 香川県高松市
- 観音寺工場 - 香川県観音寺市
- 東京営業所 - 東京都港区

## 主な製品
- IC
- モジュール基板
- サーマルプリントヘッド
- 抵抗器

## 公益財団法人大西・アオイ記念財団
当財団は、これまでアオイ電子株式会社を育てていただいた地元香川県への恩返しの思いを込め、同社の創業者である大西通義とアオイ電子株式会社が共同で2015年（平成27年）8月に「一般財団法人大西・アオイ記念財団」として設立し、2016年（平成28年）4月1日付けで香川県より公益財団法人としての認可を受ける。
- 当財団の奨学金は、返還の義務がない。

奨学金の給付を受けても、入社等の付帯義務を負うものではない。
- 採用予定人数等

25名程度(なお、3/4程度は理工系大学への進学を考えている高校生等からの採用を予定)
- 奨学金の給付月額、期間

大学生・高専専攻科生 80,000円
4年間又は2年間